# Michel Heßmann

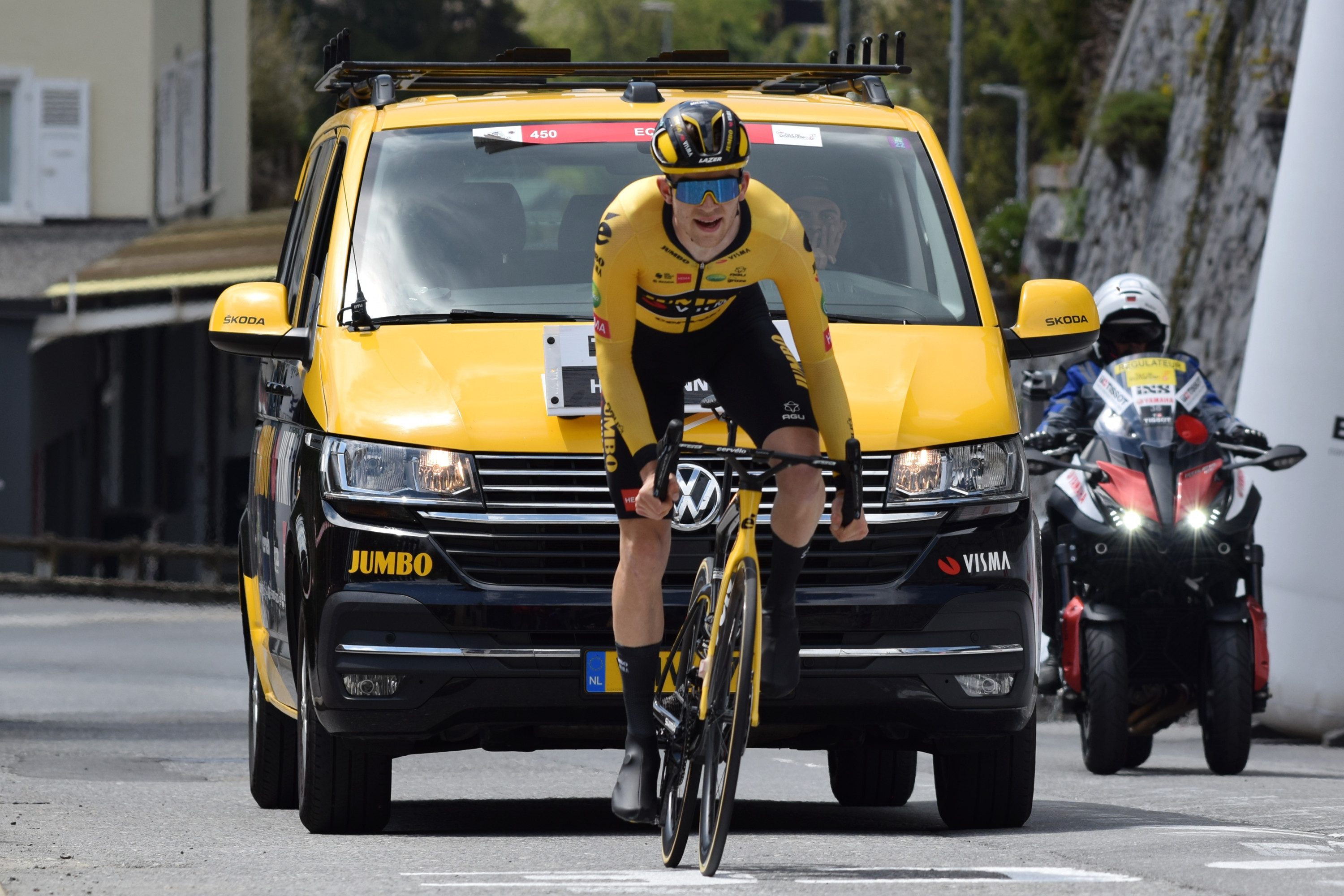
Heßmann bei der Tour de Romandie 2022

Michel Heßmann (* 6. April 2001 in Münster) ist ein deutscher Radrennfahrer.

## Sportlicher Werdegang
2017 wurde Michel Heßmann zweifacher deutscher Jugend-Meister, in Straßenrennen und in Mannschaftszeitfahren. 2018 wurde er deutscher Junioren-Meister im Einzelzeitfahren; er startete bei den Straßenweltmeisterschaften und belegte im Einzelzeitfahren der Junioren Platz vier. Zudem gewann er die Bergwertung des Giro della Lunigiana. 2019 entschied er die Trophée Centre Morbihan für sich, die im Rahmen des UCI Men Juniors Nations’ Cup ausgetragen wird. Bei den deutschen Meisterschaften wurde er zweifacher Vize-Meister der Junioren in Straßenrennen und Zeitfahren. Bei den Straßenweltmeisterschaften im selben Jahr wurde er Fünfter im Einzelzeitfahren, im Straßenrennen belegte er nach einem Sturz auf regennasser Fahrbahn Platz 70.
Zur Saison 2020 wurde Heßmann Mitglied im Jumbo-Visma Development Team. Bei den UEC-Straßen-Europameisterschaften 2020 ging er an den Start und wurde im Einzelzeitfahren der U23 Sechster. Gemeinsam mit dem deutschen Team (außer ihm selbst bestehend aus Miguel Heidemann, Justin Wolf, Lisa Brennauer, Lisa Klein und Mieke Kröger) wurde er Europameister der Elite in der Mixed-Staffel. In der Saison 2021 wurde er Deutscher Meister im Einzelzeitfahren der U23 und belegte den dritten Gesamtrang des Etappenrennens Kreiz Breizh Elites.
2022 wurde Heßmann in das UCI WorldTeam vom Jumbo-Visma übernommen. Sein wertvollstes Ergebnis der Saison 2022 erzielte er jedoch mit der Nationalmannschaft als Dritter der Gesamtwertung der Tour de l’Avenir. 2023 nahm er mit dem Giro d’Italia erstmals an einer Grand Tour teil, die er als 33. der Gesamtwertung beendete. Nach einem positiven Dopingtest wurde er im August 2023 von seiner Mannschaft Jumbo-Visma bis auf Weiteres suspendiert.
Im Jänner 2025 unterschrieb Michel Heßmann einen Zweijahresvertrag beim spanischen UCI WorldTeam Movistar.

## Doping
Im Juni 2023 wurde Heßmann positiv auf ein verbotenes Diuretikum getestet. Im November 2023 teilte die Nationale Anti-Doping Agentur Deutschland (NADA) mit, dass auch die B-Probe Heßmanns ein positives Ergebnis ergab. Im Januar 2024 stellte die Staatsanwaltschaft Freiburg Ermittlungen im Dopingfall Michel Heßmann ein. Die NADA ging von davon aus, dass Heßmanns Probe auf ein kontaminiertes Schmerzmittel zurückzuführen sei, und sprach im Juni 2024 eine viermonatige Sperre rückwirkend ab dem 21. März 2024 aus, die Heßmann akzeptierte. Nach Einspruch durch die Welt-Anti-Doping-Agentur wurde die Sperre trotzdem auf 21 Monate und bis März 2025 verlängert.

## Erfolge
2017
- Deutscher Jugend-Meister – Straßenrennen
- Deutscher Jugend-Meister – Mannschaftszeitfahren

2018
- Nachwuchswertung Giro della Lunigiana
- Deutscher Junioren-Meister – Einzelzeitfahren

2019
- Gesamtwertung und eine Etappe Trophée Centre Morbihan

2020
- Europameister – Mixed-Staffel
- Deutscher U23-Meister – Berg

2021
- Bergwertung Grand Prix Priessnitz spa
- Deutscher U23-Meister – Einzelzeitfahren
- Mannschaftszeitfahren Kreiz Breizh Elites

2022
- Mannschaftszeitfahren Tour de l’Avenir

## Wichtige Platzierungen
| Grand Tour            | 2023 | 2024 |
| --------------------- | ---- | ---- |
| Giro d’ItaliaGiro     | 33   | –    |
| Tour de FranceTour    | –    | –    |
| Vuelta a EspañaVuelta | –    | –    |

| Monument                 | 2023 | 2024 |
| ------------------------ | ---- | ---- |
| Mailand–Sanremo          | –    | –    |
| Flandern-Rundfahrt       | –    | –    |
| Paris–Roubaix            | –    | –    |
| Lüttich–Bastogne–Lüttich | 41   | –    |
| Lombardei-Rundfahrt      | –    | –    |